# Wiktor Stryjewski

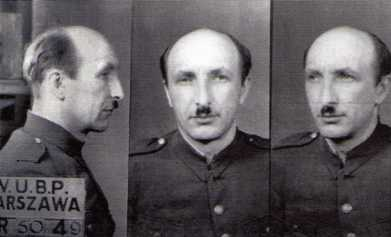
Wiktor Stryjewski po aresztowaniu przez MBP 1949

Wiktor Stryjewski ps. „Cacko”, „Wyrwicz”, „Zbyszko” (ur. 11 września 1916 w Żychowie, zm. 18 stycznia 1951 w Warszawie) – żołnierz AK i NSZ, dowódca oddziału bojowego 11. Grupy Operacyjnej NSZ (NZW).

## Życiorys
Przed 1939 mieszkał w rodzinnej miejscowości, gdzie prowadził 27-hektarowe gospodarstwo. Uczestniczył w kampanii wrześniowej 1939 jako żołnierz 32. pp. W czasie okupacji niemieckiej był żołnierzem Armii Krajowej w Obwodzie Sierpc.
Po wkroczeniu Armii Czerwonej, od wiosny 1945 dowodził Służbą Ochrony Kolei w Sierpcu. W lutym 1946 zabił sowieckiego żołnierza, który gwałcił Polkę. Został za to aresztowany przez UB. Dzięki pomocy współpracującego z podziemiem funkcjonariusza resortu bezpieczeństwa zbiegł z aresztu. Ukrywał się w powiecie Sierpc, gdzie wstąpił do oddziału ROAK Obwodu „Mewa”, dowodzonego przez Leona Ziółkowskiego „Lisa”. Uczestniczył w wielu akcjach zbrojnych przeciw komunistycznemu aparatowi władzy, m.in. likwidując posterunki MO i urzędy gminne w Zawidzu, Strzegowie, Rościszewie, Łęgu, Skrwilnie, Lidzbarku (osobiście dowodził atakiem na posterunek MO), Gralewie. Awansowany do stopnia sierżanta.
Podczas amnestii 1947 wspólnie z por. Franciszkiem Majewskim „Słonym” odmówił wykonania rozkazu ujawnienia się. 12 lipca 1947 uczestniczył w walce z grupą operacyjną resortu bezpieczeństwa pod Okalewem pow. Rypin, w czasie której żołnierze z oddziału „Słonego” rozbili obławę UB, MO i ORMO (poległo wówczas 14 funkcjonariuszy). 11 października 1947 brał udział w starciu we wsi Chudzynek pow. Płock, gdzie osobiście zastrzelił Władysława Rypińskiego „Rypę”, dowódcę PPR-owskiego „szwadronu śmierci” skrytobójczo mordującego członków PSL i byłych żołnierzy AK.
W październiku 1947 wszedł w skład 11. Grupy Operacyjnej NSZ. Objął wówczas dowództwo patrolu bojowego działającego w powiatach Płońsk, Płock i Sierpc. Uczestniczył m.in. w rozbiciu posterunku MO w Gralewie, akcji ekspropriacyjnej w Bieżuniu, w czasie której zabito 6 milicjantów, rozbrojeniu w leśniczówce Nowy Świat, pow. Brodnica, 5 milicjantów z Brodnicy, walce z grupą operacyjną UB i MO w Kamieniu Kotowym, pow. Lipno, w czasie której poległ jego brat Szczepan Stryjewski „Józef”, akcji ekspropriacyjnej w Urzędzie Gminy w Staroźrebach, w czasie której zabito 3 członków PPR.
Aresztowany 8 lutego 1949, po walce z 288-osobową grupą operacyjną KBW, UB i MO we wsi Gałki, pow. Płock. Po trwającym blisko półtora roku niezwykle okrutnym śledztwie został oskarżony m.in. o to, że: „w okresie od lutego 1946 do 8 lutego 1949 należał do nielegalnego związku NSZ mającego na celu przemocą obalenie obecnego ustroju w Polsce i na stanowisku początkowo członka, a ostatnio komendanta grup bojowych NSZ z terenu powiatów: Płock, Sierpc, i Rypin, posługiwał się ps. «Wyrwicz», «Cacko», «Zbyszko» [...] wspólnie z innymi uzbrojony w broń palną dokonywał gwałtownych zamachów na funkcjonariuszy UB, MO, ORMO i KBW oraz członków PPR”. Wyrokiem WSR w Warszawie w składzie: mjr Mieczysław Widaj – przewodniczący, Maksymilian Lewandowski i Antoni Hoffman – ławnicy, w obecności oskarżyciela ppłk. Jerzego Tramera, 3 lipca 1950 skazany został „trzydziestoośmiokrotnie na karę śmierci z pozbawieniem publicznych i obywatelskich praw honorowych na zawsze oraz z przepadkiem całego mienia”.
Wyrok wykonano w więzieniu mokotowskim w Warszawie 18 stycznia 1951 o godz. 20:20. Grób symboliczny znajduje się na Cmentarzu Wojskowym na Powązkach w Warszawie w Kwaterze „Na Łączce”.
Miał czworo dzieci.